# شهرستان ابسوی
شهرستان ابسوی (به لاتین: Absouya Department) یک سکونتگاه مسکونی در بورکینافاسو است که در oubritenga province واقع شده‌است.

## خصوصیات
شهرستان ابسوی ۲۶٬۱۸۸ نفر جمعیت دارد.